# Hartmut Dierschke

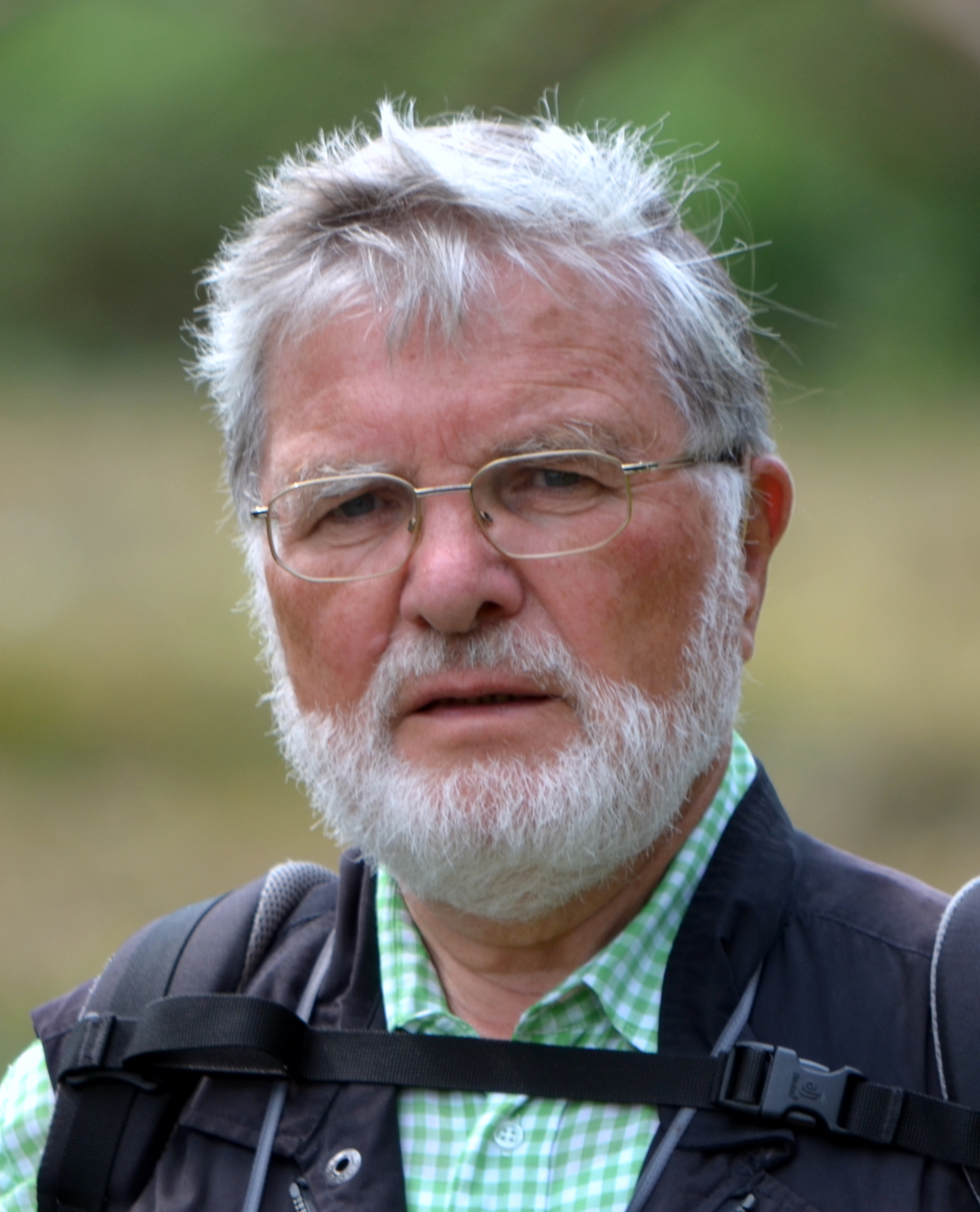
Hartmut Dierschke (2011)

Hartmut Dierschke (* 11. Juli 1937 in Groß Ladtkeim; † 19. Dezember 2022 in Göttingen) war ein deutscher Vegetationskundler und Professor für Biologie.
Seine Spezialgebiete waren die Vegetation Mitteleuropas, u. a. die Syntaxonomie (Taxonomie der Pflanzengesellschaften), die Symphänologie (Vegetationsrhythmik) und Syndynamik (Vegetationsentwicklung), das Biomonitoring (Dauerbeobachtung) und die Regeneration bzw. der Naturschutz.

## Leben
Hartmut Dierschke und seine Familie flohen im Zweiten Weltkrieg von Ostpreußen nach Altencelle in Niedersachsen, wo sein Vater Fritz Dierschke als Lehrer arbeitete und der Ornithologie nachging. Hartmut Dierschke studierte von 1958 bis 1965 Botanik, Zoologie, Geographie und Chemie an den Universitäten in Göttingen, Freiburg im Breisgau und Kiel. Bereits während des Studiums arbeitete er ab 1961 als Wissenschaftliche Hilfskraft bei der Bundesanstalt für Vegetationskartierung in Stolzenau an der Weser bei Reinhold Tüxen.
Im Jahr 1965 wurde er in Göttingen mit einer Arbeit über die naturräumliche Gliederung der Verdener Geest zum Dr. rer. nat. promoviert. Ende 1965 legte er, ebenfalls in Göttingen, das 1. Staatsexamen für das höhere Lehramt ab.
Von 1966 bis 1968 war er als Wissenschaftlicher Mitarbeiter in der von Reinhold Tüxen geleiteten „Arbeitsstelle für Theoretische und Angewandte Pflanzensoziologie“ in Todenmann bei Rinteln tätig. Ab 1968 bis September 2002 arbeitete Dierschke an der Georg-August-Universität Göttingen, zunächst als Wissenschaftlicher Assistent am Systematisch-Geobotanischen Institut unter der Leitung des damaligen Lehrstuhlinhabers für Geobotanik, Heinz Ellenberg.
1973 habilitierte Dierschke sich dort über Pflanzengesellschaften der Säume von Waldrändern. 1974 wurde er Akademischer Rat, im Jahr darauf Akademischer Oberrat. 1976 wurde er Privatdozent und erhielt eine außerplanmäßige Professur, die 1980 in eine ordentliche Professur für Botanik an der Universität Göttingen mündete. 1987 war Dierschke Gastdozent an der Pädagogischen Universität Ostchina in Shanghai. Von 1997 bis 2002 leitete er die Abteilung für Vegetationskunde und Populationsbiologie im „Albrecht-von-Haller-Institut für Pflanzenwissenschaften“ der Universität Göttingen.
Von 1977 bis 2004 war er Vorsitzender der Floristisch-soziologischen Arbeitsgemeinschaft e. V. und blieb bis zuletzt ein aktives Mitglied. Zudem war er 1982 bis 1998 Generalsekretär der zweiten auf Reinhold Tüxen zurückgehenden Fachgesellschaft, der International Association for Vegetation Science.
Hartmut Dierschke hatte mit seiner Frau Ingeborg Dierschke drei Kinder.

## Funktionen in wissenschaftlichen Vereinigungen
- 1992–2016: Mitglied des Wissenschaftlichen Beirates der Nationalparke Harz und Hochharz
- 1977–2004: 1. Vorsitzender der Floristisch-soziologischen Arbeitsgemeinschaft
- 1983–2003: 2. Vorsitzender der Reinhold-Tüxen-Gesellschaft, bis 2022 Leiter des Arbeitskreises Syntaxonomie
- 1982–1998: Generalsekretär der International Association for Vegetation Science
- 1982–1990: Mitglied des Beirates der Norddeutschen Naturschutzakademie

## Publikationen
Hartmut Dierschke veröffentlichte weit mehr als 200 Zeitschriftenartikel, Bücher und Buchbeiträge. Darüber hinaus war er Herausgeber der Fachzeitschriften Tuexenia und Synopsis der Pflanzengesellschaften Deutschlands sowie Mitglied in den Redaktionsbeiräten der Berichte der Reinhold-Tüxen-Gesellschaft, Geobotanisches Kolloquium (Frankfurt), Göttinger Naturkundliche Schriften, Hercynia und Phytocoenologia.

## Auszeichnungen
- 1978: Braun-Blanquet-Preis
- 2005: Ehrenmitglied der International Association for Vegetation Science[4]
- 2007: Ehrenmitglied des Wissenschaftlichen Beirats der Nationalparke Harz und Hochharz
- 2015: Reinhold-Tüxen-Preis[5]
- Ehrenvorsitzender der Floristisch-soziologischen Arbeitsgemeinschaft